# Václav Drobný

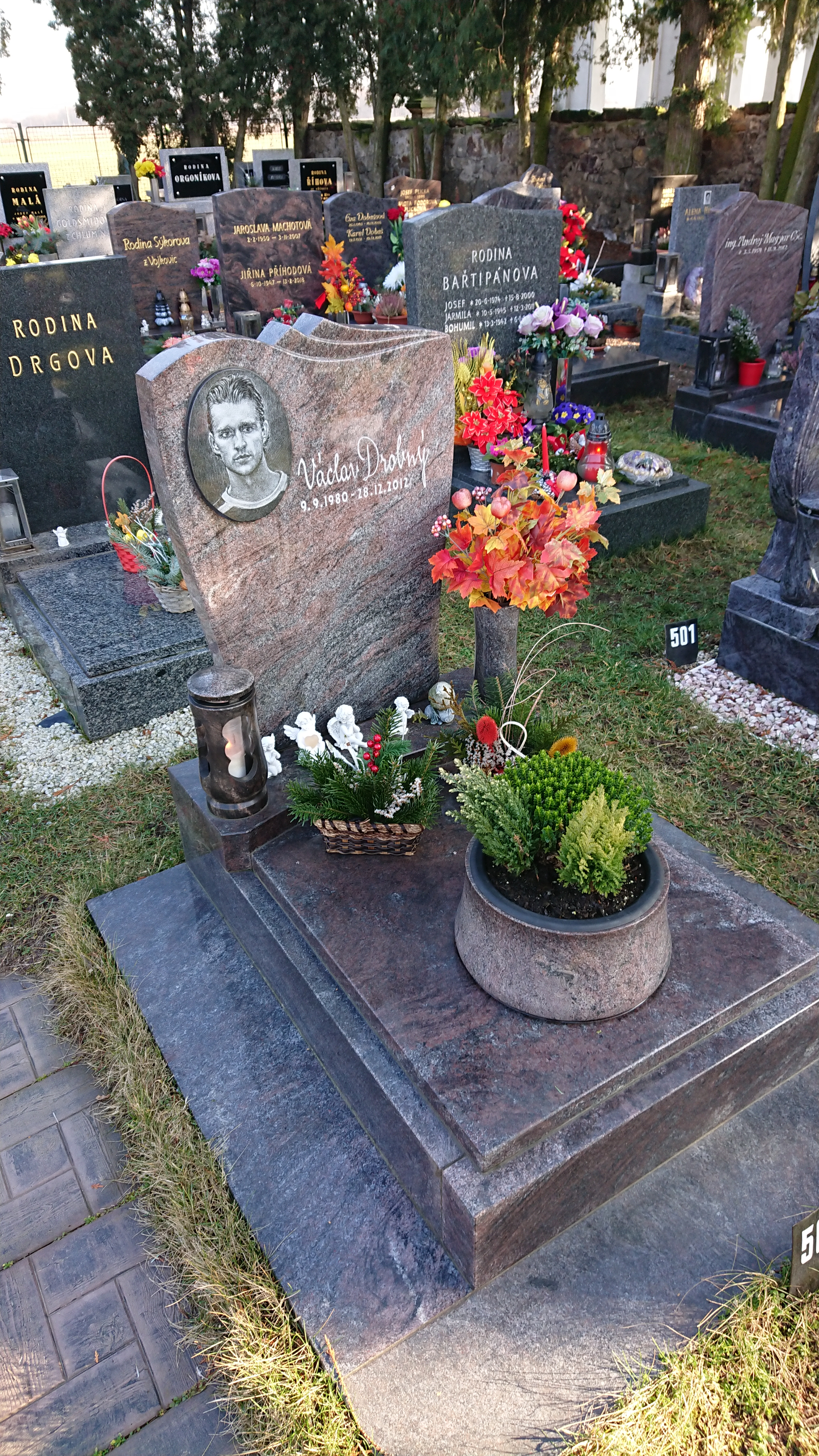
Grab von Václav Drobný in Hostín u Vojkovic, Okres Mělník

Václav Drobný (* 9. September 1980 in Mělník; † 28. Dezember 2012 in Hradec Králové) war ein tschechischer Fußballspieler.

## Leben

### Karriere
Drobný begann bei Aero Odolena Voda, mit zehn Jahren wechselte er zu Sparta Prag. Als 18-Jähriger ging der Abwehrspieler zu Chmel Blšany, wo er seine ersten Einsätze in der ersten Liga hatte. In der Saison 1999/2000 wurde er kurzzeitig an den damaligen Zweitligisten FK Mladá Boleslav ausgeliehen. In der darauffolgenden Saison war er nicht nur Stammspieler in Blšany, sondern wurde auch in die U-21-Auswahl der Tschechischen Republik berufen. Mit ihr wurde Drobný 2002 Europameister und wechselte daraufhin zum französischen Erstligisten Racing Straßburg.
Im Dezember 2003 wurde er positiv auf Morphin getestet, konnte aber glaubhaft machen, dass der Befund durch die Einnahme des legalen Mittels Codein verursacht wurde.
Nach einer erfolgreichen Saison 2003/04 und zwei Berufungen in die tschechische Nationalmannschaft wechselte er auf Leihbasis zu Aston Villa, dort kam er jedoch nicht zum Einsatz. Im August 2005 verpflichtete ihn Sparta Prag, lieh ihn aber zunächst für ein halbes Jahr an den FK Jablonec aus. 2007 wechselte er für ein Jahr zum deutschen Zweitligisten FC Augsburg, wo er in 15 Spielen ein Tor erzielen konnte.
Nach anderthalb Jahren bei Spartak Trnava wechselte Drobný im Februar 2010 zum tschechischen Erstligisten FK Bohemians Prag. Nachdem er in der Saison 2010/11 nur zu acht Einsätzen für FK Bohemians Prag gekommen war, beendete er im Sommer 2011 seine aktive Karriere.

#### Karriere als Trainer
Nach dem Ende seiner Laufbahn als aktiver Fußballer wurde Drobný Co-Trainer von Stanislav Nekolný beim SK Třeboradice in der Pražský přebor, der fünften tschechischen Liga. Die Position des Co-Trainers übte er bis zu seinem Tod im Dezember 2012 aus. Neben seiner Trainertätigkeit arbeitete Drobný als Experte des tschechischen Fernsehsenders Česká televize.

### Tod
Drobný verunglückte in der Nacht vom 27. auf den 28. Dezember 2012 mit einem Plastikschlitten in Špindlerův Mlýn im Riesengebirge und wurde anschließend in ein Krankenhaus in Hradec Králové gebracht. Auf dem Weg ins Krankenhaus verlor er mehrmals das Bewusstsein und musste reanimiert werden. Wenige Stunden nach dem Unfall erlag Drobný im Universitätsklinikum Hradec Králové seinen schweren Kopfverletzungen.